# 7mm Penna
O Penna 7mm também conhecido como 7×23mm é um cartucho de arma curta projetado por Leonardo Penna para uso das polícias. O cartucho utiliza um novo projétil leve e pontudo feito de latão viajando em alta velocidade com a intenção de dar a ele capacidades limitadas de perfuração de armadura e maior poder de parada.
Esta família de cartuchos também inclui um cartucho com aro, o 7x28mmR ("rimmed") projetado para uso em revólveres e cartuchos mais longos para uso em carabinas e rifles.